# Alfred Kyrer
Alfred Kyrer (* 22. Juni 1935 in Wien; † 3. Jänner 2019) war ein österreichischer Wirtschaftswissenschaftler. Von 1991 bis 1993 war er Rektor der Universität Salzburg.

## Leben
Alfred Kyrer besuchte nach der Volksschule in Enzersdorf im Thale das Hernalser Gymnasium Geblergasse. Anschließend absolvierte er eine kaufmännische Lehre in der Chemischen Industrie. 1954 begann er ein Studium der Handelswissenschaften an der Hochschule für Welthandel, der späteren Wirtschaftsuniversität Wien, das er 1958 als Diplomkaufmann abschloss. 1962 promovierte er zum Doktor der Handelswissenschaften. 1964 erhielt er den Kardinal-Innitzer-Preis. 1965 habilitierte er sich für das Gesamtgebiet der Nationalökonomie.
1968 erhielt er einen Lehrauftrag an der Universität Salzburg, wo er 1970 auf den Lehrstuhl Volkswirtschaftslehre II berufen wurde. In den Studienjahren 1989/90 und 1990/91 fungierte er als Dekan der Rechtswissenschaftlichen Fakultät der Uni Salzburg, in den Studienjahren 1991/92 und 1992/93 war er als Nachfolger von Theodor Wolfram Köhler Rektor der Universität. 2003 wurde er emeritiert. 1996 war er gemeinsam mit Dieter Proske Mitbegründer des Forum Voltaire, 2002 wurde er wissenschaftlicher Leiter der PEF Privatuniversität für Management in Wien.

## Publikationen
- 1964: Das Werkzeug der Nationalökonomie: Nationalökonomische Propädeutik, Braumüller-Verlag, Wien 1964
- 1972: Effizienz und staatliche Aktivität, Braumüller-Verlag, Wien 1972, ISBN 978-3-7003-0024-3
- 1974: Elementare mikro- und makroökonomische Theorie, gemeinsam mit Walter Penker, Westdeutscher Verlag, Opladen 1974, ISBN 978-3-531-21124-4
- 1985: Wirtschafts- und EDV-Lexikon, De Gruyter Oldenbourg, München/Wien 1985, ISBN 978-3-486-29911-3
- 1995: Strukturen einer Festspiellandschaft – Das Besucherprofil der Salzburger Festspiele in den Jahren 1992 und 1993, gemeinsam mit Michael Alexander Populorum, Transfer Verlag Regensburg 1995, ISBN 978-3860160435
- 2000: Volkswirtschaftslehre: Grundzüge der Wirtschaftstheorie und -politik, gemeinsam mit Walter Penker, 6. überarbeitete Auflage, De Gruyter Oldenbourg, München/Wien 2000, ISBN 978-3-486-25383-2
- 2000: Neue Politische Ökonomie 2005, Oldenbourg, München/Wien 2000, ISBN 978-3-486-25568-3
- 2001: Wirtschaftslexikon, 4. vollständig neu bearbeitete und stark erweiterte Auflage, De Gruyter Oldenbourg, München/Wien 2001, ISBN 978-3-486-25678-9
- 2008: Trends und Beschäftigungsfelder im Gesundheits- und Wellness-Tourismus. Berufsentwicklung, Kompetenzprofile und Qualifizierungsbedarf im wellnessbezogenen Freizeit- und Gesundheitsprofilen, gemeinsam mit Michael Alexander Populorum, LIT Verlag Münster – Hamburg – Berlin – Wien – London – Zürich 2008, ISBN 978-3-8258-1368-0
- 2013: Weißbuch zur strategischen Neuausrichtung des Österreichischen Bundesheeres oder: New Military Governance 2015, gemeinsam mit Michael Alexander Populorum, PL Acad. Research, Frankfurt 2013, ISBN 978-3-631-62392-3
- 2015: Über politische Kultur in Österreich oder: die Eier legende Wollmilchsau, gemeinsam mit Michael Alexander Populorum, Interregio-Verlag, Salzburg-Bergheim 2015, ISBN 978-3-85198-002-8
- 2017: Von der Medusa über die Titanic zu einer neuen Arche Noah, Interregio-Verlag, Salzburg-Bergheim 2017, ISBN 978-3-200-04781-5